# Anadia Futebol Clube
O Anadia Futebol Clube é um clube português, localizado na cidade de Anadia, distrito de Aveiro. A equipa é conhecida por Trevos da Bairrada, já que o símbolo do clube é um trevo verde de quatro folhas. A equipa de seniores milita atualmente no Campeonato de Portugal - Série C e disputa os seus jogos em casa no Estádio Municipal Engº Sílvio Henriques Cerveira, com capacidade para 6 500 espectadores. As camadas jovens jogam num campo de relva sintética no Complexo Desportivo do município.
A cor azul e branca dos equipamentos são as cores do seu emblema e vêm da raiz monárquica (a bandeira monárquica portuguesa era azul e branca) dos seus fundadores. A equipa de futebol tem o patrocínio da Pavigrés Ceramicas S.A. ou Pavigrés Grupo. Na época 2006/07, utilizou equipamento Sportika.
Além do futebol, pratica-se ainda o basquetebol e hóquei em patins. Para além do futebol sénior, tem também a formação de jovens atletas, que participam em campeonatos federados, com jovens dos quatro anos em diante. Frequentam a formação cerca de 250 jovens.
É afiliado à Associação de Futebol de Aveiro e compete na Taça de Aveiro. Já chegou à Taça de Portugal em várias ocasiões. Na época de 2024/25, o clube participa na Liga 3.

## História
O clube foi fundado em 19 de Novembro de 1926. Os jogos eram disputados no Campo Dr. Pequito Rebelo, também conhecido como Campo dos Olivais - devido ao facto de se situar na famosa Rua dos Olivais.
A equipa de juniores de futebol conseguiu o marco histórico para o clube de subir aos nacionais da modalidade na época de 1995/96.
A 20 de Novembro de 2009 o Anadia FC perdeu o seu presidente, António Simões, que foi vítima de um acidente de viação. Esta situação causou alguns problemas à estrutura do clube, que só foram resolvidas com a constituição de uma Comissão Administrativa.
Tem uma enorme rivalidade com o Oliveira do Bairro Sport Clube e com o Grupo Desportivo da Mealhada.

## Histórico em competições oficiais
|                        | Nº Presenças | Títulos |
| ---------------------- | ------------ | ------- |
| Primeira Liga          | 0            |         |
| Segunda Liga           | 2            |         |
| II Divisão B           | 12           |         |
| III Divisão            | 34           |         |
| Campeonato de Portugal | 5            |         |
| Taça de Portugal       | -            |         |
| Taça da Liga           | 0            |         |

## Palmarés
- Terceira Divisão[5]
  - 2006/07: Campeão da Série C
  - 2009/10: Campeão da Série D
- 1ª Divisão Distrital da Associação de Futebol de Aveiro[5]
  - 1969/70: Campeão